# 보잉 XB-59

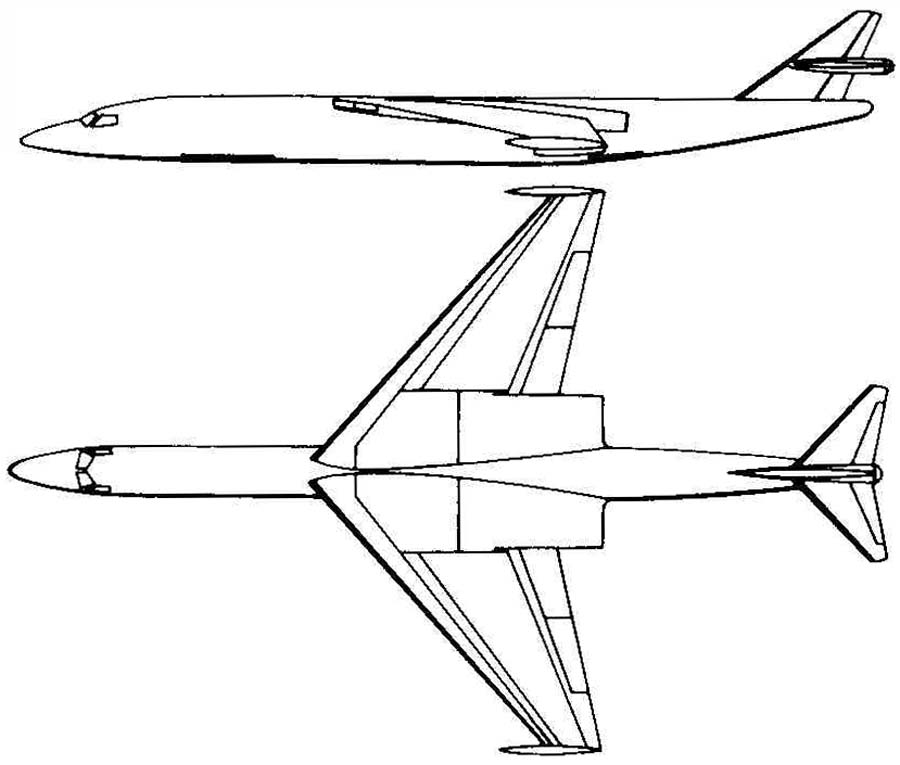
보잉 XB-59

보잉 XB-59(보잉 모델 번호 701)는 1950년대 미국 초음속 폭격기에 대한 제안이었다.

## 설계 및 개발
1949년 미국 정부는 막 도입된 보잉 B-47 스트래토젯의 아음속 대체품을 생산하기 위한 노력이었던 보잉 XB-55 계약을 취소했다. XB-55 프로젝트는 1947년에 시작되었지만 10년이 지나면서 전쟁에서 전략적 침투가 성공하려면 당시 배치된 제트 전투기보다 훨씬 빠른 항공기가 필요하다는 것이 분명해졌다. 따라서 XB-55 취소로 인해 확보된 자금은 초음속 중형 폭격기 연구에 배정되었고 제안 요청은 여러 항공기 회사로 확대되었다.
보잉은 고도로 유선형인 동체를 갖춘 4개 엔진, 고익 항공기에 대한 제안서를 제출했다. 네 개의 엔진은 두꺼운 날개 뿌리에 묻혀 있을 것이다. 나머지 날개 평면은 매우 가늘어졌다.
무기 시스템 지정 MX-1965로 개발된 XB-59는 3명의 승무원을 보유하고 73피트 날개의 뿌리에 장착된 4개의 GE J73-X24A 터보제트 엔진으로 구동된다. 랜딩 기어는 B-47 및 보잉 B-52 스트래토포트리스의 자전거 배열과 유사하며 날개 끝에 아웃리거가 장착되어 있다.
XB-59에 대한 보잉 계약은 컨베이어 B-58 허슬러로 명명된 컨베이어 회사의 제출이 개발 대상으로 선정된 후 1952년 후반에 취소되었다.
보잉의 노력은 설계 연구일 뿐이며 건설은 포함되지 않았다.

## 제원

### 일반적 특성
- 승무원: 3
- 길이: 37.59m(123피트 4인치)
- 날개 길이: 24.79m(81피트 4인치)
- 높이: 7.75m(25피트 5인치)
- 날개 면적: 1,650평방피트(153m2)
- 공차 중량: 63,200lb(28,667kg)
- 총중량: 148,300lb(67,268kg)
- 동력 장치: 4 × General Electric J73-X24A 애프터버너 터보제트, 애프터버너 포함 14,000lbf(62kN)

### 성능
- 최대 속도: 마하 2
- 범위: 3,830km, 2,070nmi(2,380마일)
- 서비스 한도: 16,000m(51,000피트)

### 군비
- 주포: 꼬리 부분에 30mm 대포 1문